# Сельза
Сельза (Сельзя) — река в России, течёт по территории южной части Лешуконского района Архангельской области. Правый приток реки Вашка.
Длина реки составляет 39 км.
Течёт по лесной болотистой местности. Генеральным направлением течения является юго-запад, около устья поворачивает на север. Возле устья ширина реки достигает 10 м, глубина — 0,7 м, дно песчаное. Крупнейший приток — Сочонвожа.

## Данные водного реестра
По данным государственного водного реестра России относится к Двинско-Печорскому бассейновому округу, водохозяйственный участок реки — Мезень от истока до водомерного поста у деревни Малонисогорская. Речной бассейн реки — Мезень.
Код объекта в государственном водном реестре — 03030000112103000048341.